# Puttur (taluk)
Puttur là một taluk thuộc huyện Dakshina Kannada, bang Karnataka. Thủ phủ đặt tại thị trấn Puttur.